# Niccolò Pisano

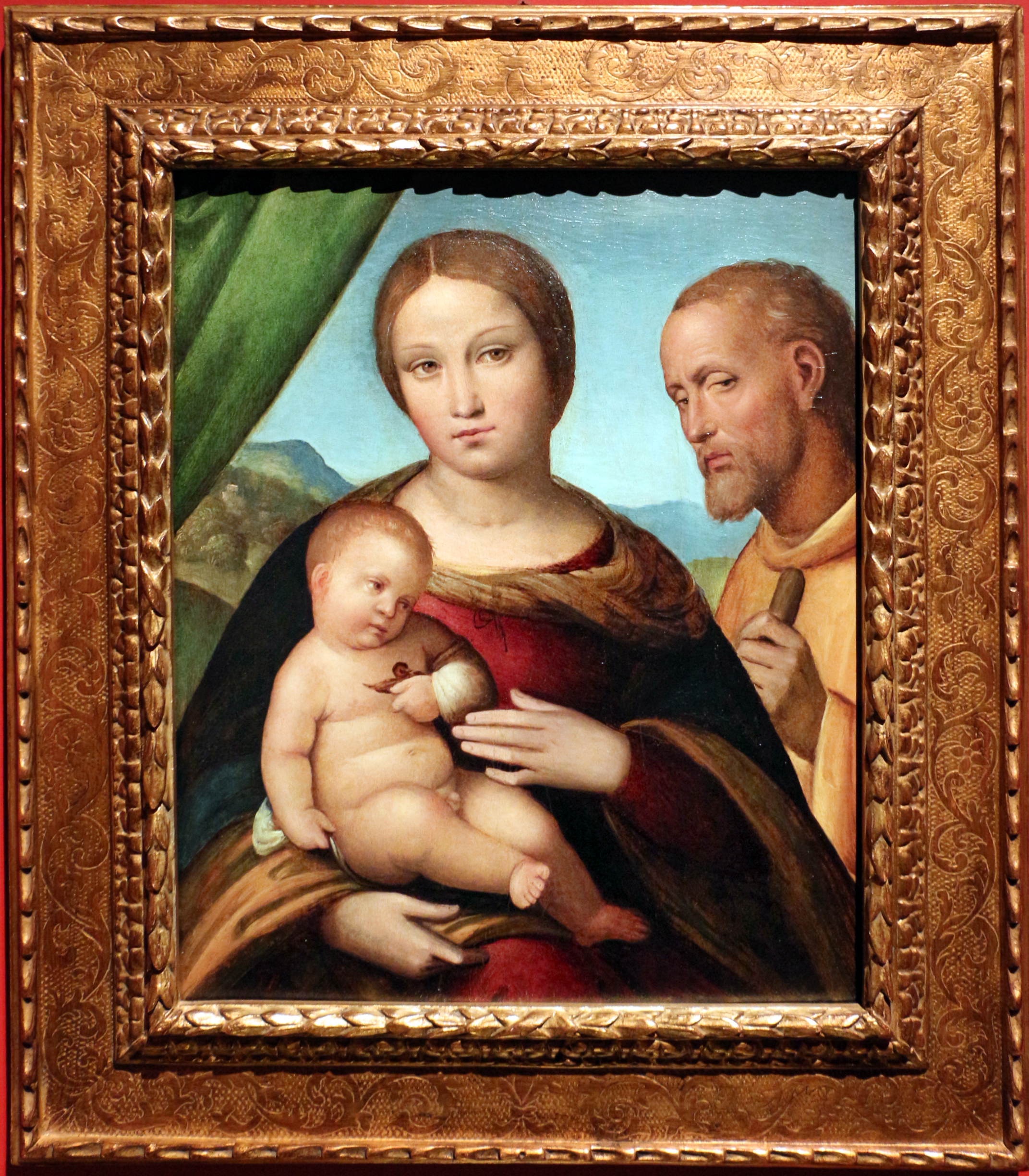
Sacra Famiglia, Fondazione Cavallini Sgarbi

Niccolò Pisano, pseudonimo di Niccolò dell'Abbrugia (Pisa, 15 marzo 1470 – Pisa, post 1536), è stato un pittore italiano.

## Biografia

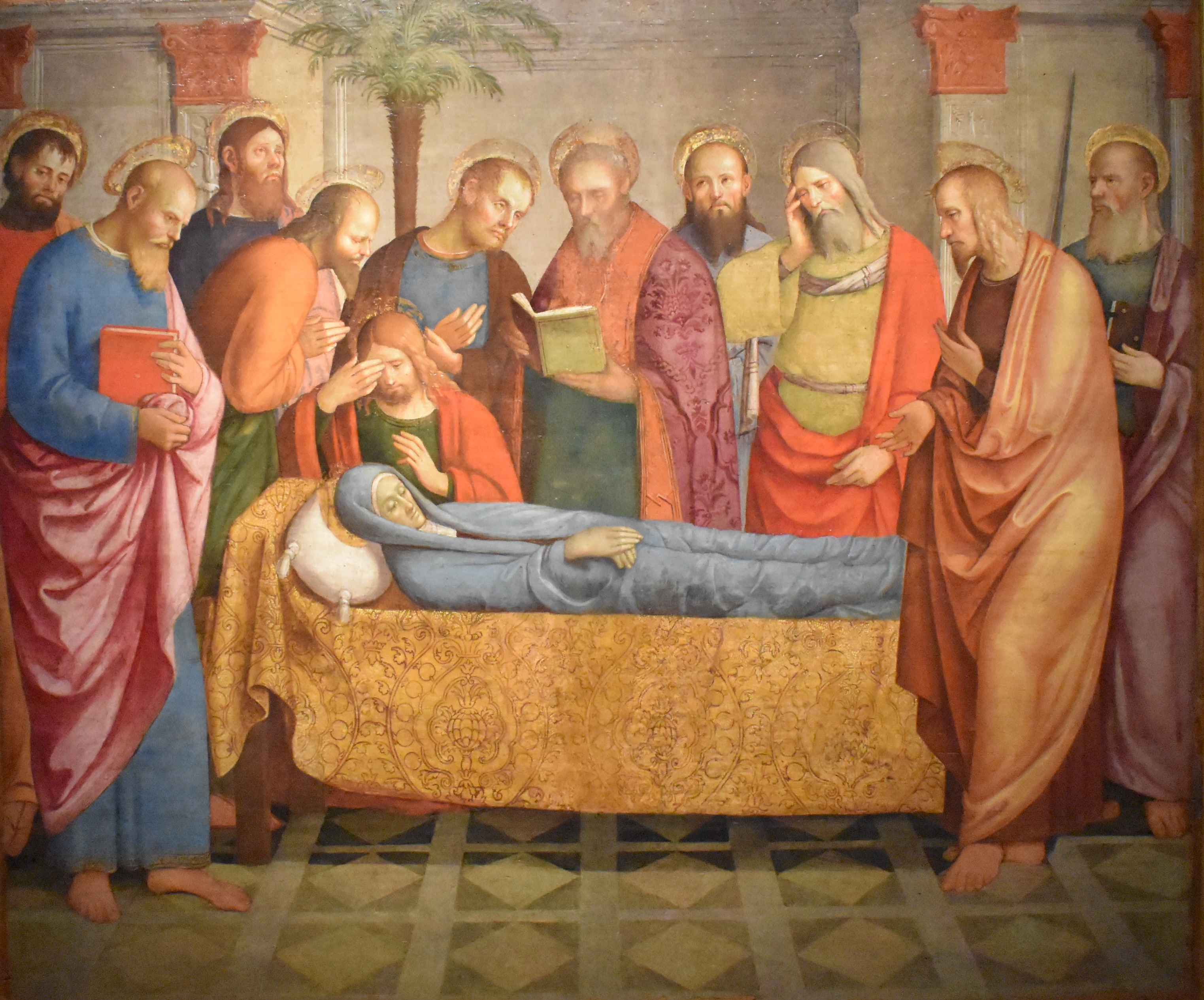
Transito della Vergine, San Cristoforo alla Certosa, Ferrara

Giovanissimo, fu tra gli assistenti di Pietro Perugino alla cappella Sistina. Tornato nella sua città natale vi lasciò le prime sue opere, tra cui una pala d'altare con la Madonna in trono con angeli e santi (1493, Museo nazionale di San Matteo) e predella dispersa con l'Adorazione dei Magi  e la Strage degli innocenti. Contribuì anche alla decorazione del catino absidale del Duomo di Pisa.
In seguito fu chiamato a Ferrara dal duca Alfonso I d'Este, e in questa città, oltre che a Bologna, svolse poi la gran parte della sua carriera. Collaborò con Lorenzo Costa e Niccolò Rossetti per decorare il Duomo di Ferrara e altre chiese. Le opere di questo periodo (come la Sacra famiglia agli Uffizi), mostrano l'assorbimento di stilemi della scuola ferrarese, addolciti da una compostezza contemplativa che ricordava il suo primo maestro, Perugino, ma anche le novità di Raffaello. 
Anche a Bologna e nei dintorni (come Budrio) eseguì numerose pale, come la Deposizione e la Madonna col Bambino, angeli musicanti e i santi Giovanni Evangelista, Eleutropio e Petronio.
Nell'ultima parte della sua vita tornò nella città natale, dove lavorò per il Duomo (Punizione dei figli di Aronne, 1535).